# NEWS FINE アイ
『NEWS FINE アイ』（ニュース ファイン アイ）は、2008年9月29日から2010年6月25日までテレビ愛知で放送された7代目の報道番組。テレビ東京系全国ネットニュース『NEWS FINE』のテレビ愛知ローカルパートに相当する。ハイビジョン制作（気象情報コーナーのSD画面など一部箇所を除く）。

## 概要
当時のテレビ愛知唯一の週5日編成のローカルニュースで、前身の『速ホゥ!』ローカルパートから引き続き改野由佳がキャスターを務めていた。
番組は2010年6月25日放送分をもって同タイトルでの放送を終了したが、『NEWS FINE』自体はその後も存続しており、以後は17:13からの時間帯がテレビ愛知ローカルパートに割り振られている。その後のローカルパートについての詳細はNEWS FINE#第2部のローカルニュースを参照。

## 出演者

### キャスター
- 改野由佳（当時テレビ愛知アナウンサー） - 城田が降板した後は気象情報コーナーも兼任。

### リポーター
- 相澤伸郎（当時テレビ愛知アナウンサー）
- 高木大介（当時テレビ愛知アナウンサー） - 通常のリポートのほか、木曜の「元気!愛チカラ」のコーナーも担当。
- 中本克樹（テレビ愛知アナウンサー）
- 水口美希（当時テレビ愛知アナウンサー）
- 荒井千里（当時テレビ愛知アナウンサー）
- 名越涼子（当時テレビ愛知アナウンサー） - 通常のリポートのほか、金曜の「なごや喫茶ナビ」のコーナーも担当。

### 気象情報担当
- 城田敦子（ライフビジネスウェザー所属の気象予報士） - 2004年頃から2009年9月25日までの約5年間、この番組も含めたテレビ愛知平日のローカルニュース番組群に出演していた。

## 放送時間
いずれも日本標準時。
- 月曜 - 金曜 17:13 - 17:30（2008年9月29日 - 2010年5月28日）
- 月曜 - 金曜 17:13 - 17:25（2010年5月31日 - 2010年6月25日）

## 番組構成

### 2010年5月28日まで
日替わりコーナーは一部を除き、前身の『ニュース&ワイド マイユウ!』や『速ホゥ!』ローカルパートから引き継いでいた。
- 17:13頃 全国パートからステーションブレイクを挿まずに切り替えられた後、オープニングに入っていた。オープニング映像として、主に番組後半で放送される特集枠の予告を放送。その後、トップニュースをおおむね1本から2本ほど伝えていた。
- 17:15頃 特集枠1 - 旬の話題を伝えていた。
- 17:18頃 東海3県のニュースや旬の話題をヘッドラインニュース形式で2本から3本ほど伝えていた。ニュース関連の項目は、お天気カメラからの映像をバックに伝えていた。
- 17:20頃 特集枠2 - 日替わりのスポンサー枠で、「映像アイ」「元気!愛チカラ」（木曜、2009年2月5日以降）「なごや喫茶ナビ」（金曜、2009年10月16日以降）などを日替わりで放送。2009年4月初旬までは日本経済新聞社名古屋支社のデスクが経済について解説する「日経記者ココに注目」というコーナーも設けていた。
- 17:26頃 気象情報を伝えていた。
- 17:27頃 番組エンディング。その後、CMに入っていた。
- 17:28頃 お天気カメラの映像をバックに、「情報はテレビ愛知報道部」というテロップなどとともに番組終了。

### 2010年5月31日以降
放送枠の縮小に伴い、以後はニュースと気象情報のみを伝えるようになった。
- 17:13頃 リニューアル前と同様に全国パートからステーションブレイクを挿まずに切り替えられていたが、オープニングは無く、直後に東海3県のニュースや旬の話題を伝えていた。
- 17:20頃 気象情報を伝えていた。
- 17:22頃 番組エンディング。その後、CMに入っていた。
- 17:24頃 お天気カメラの映像をバックに、「情報はテレビ愛知報道部」というテロップなどを表示して番組終了。

| テレビ愛知 平日17:13枠                   | テレビ愛知 平日17:13枠                   | テレビ愛知 平日17:13枠                     |
| 前番組                                   | 番組名                                   | 次番組                                     |
| ---------------------------------------- | ---------------------------------------- | ------------------------------------------ |
| 速ホゥ! ローカルパート （17:13 - 17:30） | NEWS FINE アイ （2008年9月 - 2010年6月） | NEWS FINE ローカルパート （17:13 - 17:24） |